# 今井哲也
今井哲也（日语：／ Imai Tetsuya，1983年—），日本漫畫家。男性。出身於千葉縣船橋市。居住於東京都。中央大學文學院畢業。

## 來歷
大學期間，他是中央大學動畫研究組的成員。2005年，以獲得Afternoon四季獎該年冬季比賽四季大獎出道。
2008年起，在《月刊Afternoon》（講談社）連載《日高動研社》，描述動畫製作女高中生和朋友的校園生活。
2012年，《我們的黎明》與沙村廣明的《無限食女》（《good！Afternoon》（講談社）連載）一起被選為2012年星雲獎漫畫部門候選作品（得獎的是安彥良和的《機動戰士鋼彈 THE ORIGIN》）。
2013年，他以《愛麗絲與藏六》獲得第17屆日本新媒體動漫藝術節漫畫部門新人獎。2016年11月，該作品宣布改編成動畫，並於2017年播出。
2023年6月，成為日本SF作家俱樂部會員。

## 作品列表

### 漫畫作品

#### 連載
- 日高動研社（日语：ハックス!）（《月刊Afternoon》）—2008年7月號—2010年6月號。單行本全4冊。
- 我們的黎明（《月刊Afternoon》）—2011年3月號—同年12月號。單行本全2冊。
- 愛麗絲與藏六[6]（《月刊COMIC RYU（日语：月刊COMICリュウ）》（德間書店））—2012年12月號—連載中。

#### 短篇
- （《月刊Afternoon》）—Afternoon四季獎（日语：アフタヌーン四季賞） 2005冬季四季大獎得獎作品。
- （《月刊Afternoon》）—2009年8月號、9月號發表。柏原麻實（日语：柏原麻実）漫畫《浪漫追星社》動畫版的後期錄音（日语：アフレコ）Repo漫畫。
- （《月刊Comic BLADE》（Mag Garden））—2011年9月號。
- （漫畫選集《我們的漫畫（日语：僕らの漫画）》（小學館 等））—2012年5月16日發行。
- （《月刊IKKI》（小學館））—2013年6月號。
- （《週刊YOUNG JUMP增刊 青春8/8》（集英社））—2013年9月20日號。
- （《月刊COMIC龍》）—簡稱。
  - —2014年4月號。
  - —2014年4月號。
  - —2014年11月號。
  - —2015年10月號。
  - —2015年10月號。
- （《good！afternoon》）—2014年6月號。漆原友紀漫畫《蟲師》動畫化作品《蟲師 續章》製作的Repo漫畫。
- （《HiBaNa（日语：ヒバナ (雑誌)）》（小學館））—2015年6月號。
- （《Comic S—早川書房創立70週年紀念漫畫選集〔SF篇〕》（早川書房））—2016年1月20日發行。
- （《SF MAGAZINE（日语：S-Fマガジン）》（早川書房））—2019年2月號。

#### 二次創作選集
- （《Baby,please kill me. 愛殺寶貝 粉絲書&選集漫畫》（芳文社））—2012年3月27日發行。
- （《襲來！美少女邪神 漫畫選集》（HOLP出版（日语：ほるぷ出版）））—2012年11月12日發行。
- （《魔法少女小圓 選集漫畫》（芳文社））—2013年7月12日發行。
- （《艦隊Collection -艦Colle- 電擊漫畫選集 佐世保鎮守府篇4》（KADOKAWA））—2014年7月26日發行。
- （《F-LIFE 03》（小學館））—2014年11月24日發行。
- （《good！afternoon》2015年5月號發表後，《蟲師 外譚集》（講談社）收錄）—以蟲子的世界為背景，由多位作家繪製的「蟲師 外譚」的最終話。
- （《斯普拉遁 暖心烏賊4格&PLAY漫畫》（KADOKAWA））—2017年6月15日發行。
- （《來自深淵 官方選集 難尋的探索者》（竹書房）—2017年8月12日發行。
- （《艦隊Collection -艦Colle- 電擊漫畫選集 舞鶴鎮守府篇十六》（KADOKAWA））—2017年12月9日發行。
- （《星色Girl Drop 漫畫選集》（竹書房））—2018年1月11日發行。
- （《REI-JIN-G-LU-P 選集漫畫　STAR》（星海社））—2018年4月10日發行。
- （《艦隊Collection -艦Colle- 電擊漫畫選集 舞鶴鎮守府篇十八》（KADOKAWA））—2018年8月10日發行。
- （《來自深淵 官方選集 第二層 危險的大洞》（竹書房））—2020年4月13日發行。
- （《少女☆歌劇 Revue Starlight 漫畫選集 九個故事》（KADOKAWA））—2021年3月25日發行。
- （《街角魔族漫畫選集》（芳文社））—2022年4月27日發行[7]。

### 插圖

#### 書籍
- 《團地團 幒騎樓俯瞰電影理論》（著：大山顯、佐藤大、速水健朗，電影旬報社）—2012年2月10日發行。章節、緞帶插圖總計6張。
- 《如何製作特效英雄節目》（著：小林雄次，電影旬報社）—2012年10月。封面、封底插圖 ISBN 978-4-87376-408-5
- 《Tears Magazine Vol.112》—2015年。封面、封底插圖。
- 《艦隊Collection -艦Colle- 電擊漫畫選集 舞鶴鎮守府篇十三》（KADOKAWA）—2016年12月10日發行。封面插圖。
- 《新薩哈林的靜止點》（著：織戶久貴、谷林守、千葉集、怪異與伊利）—2020年8月23日發行。封面插圖。
- 《這本科幻小說我想讀！》（早川書房）—2020年版、2021年版、2022年版。封面插圖。
- （著：宮澤伊織，早川書房）—2023年9月。封面、插圖 ISBN 978-4-15031-558-0

#### 其它
- 電視動畫《蒼藍鋼鐵戰艦 -ARS NOVA-》（再放送第6話片尾插圖）
- BOOK WALKER 同人誌／個人出版商城宣傳文件夾—2018年。正面和背面連續插圖。

## 外部連結
- （日語）—今井哲也的官方個人網站。
- 今井哲也的X（前Twitter） （日語）
- 的X（前Twitter） （日語）—今井哲也的角色的機器人。2013年6月12日最後更新 。